# Pedro Escobar (navegante)
Pedro Escobar, también conocido como Pêro Escobar fue un navegante y descubridor portugués del siglo XV conocido por haber descubierto, junto con João de Santarém y Fernão do Pó, las islas de Santo Tomé y Príncipe, en el golfo de Guinea (costa oeste de África).
En 1471, trabajando al servicio del comerciante lisboeta Fernão Gomes, que tenía una concesión de exploración de la costa de África y del comercio en el golfo de Guinea, Pedro Escobar ayudó a descubrir la industria del oro que crecería alrededor de Elmina en 1471. En diciembre de ese año 1471 llegaron a la isla de Santo Tomé  y en 1472 a la isla de Príncipe.
Pedro Escobar aparece también registrado navegando como acompañante de Diogo Cão en su primer viaje en 1482; como piloto de la carabela Bérrío en la expedición encabezada por Vasco da Gama en 1497-99 que descubrió la ruta marítima a la India; y también en 1500 en la flota del descubrimiento de Brasil, bajo el mando de Pedro Álvares Cabral.